# Popálenina
Popáleniny jsou typem poranění tkáně či kůže způsobeného teplem, elektřinou, chemickými látkami, třením nebo ozářením. Popáleniny, které postihují pouze povrchovou vrstvu kůže, jsou známé jako povrchové neboli popáleniny prvního stupně. Když poškození pronikne do některé ze spodních vrstev, jedná se o popáleninu druhého stupně. Při popáleninách třetího stupně poranění postihuje všechny vrstvy kůže. Popáleniny čtvrtého stupně zasahují i do tkání nacházejících se hlouběji, například do svalstva nebo kostí.
Nutná léčba závisí na závažnosti popáleniny. Povrchové popáleniny je možné léčit jednoduchými analgetiky, zatímco ty závažnější mohou vyžadovat delší léčbu ve specializovaných popáleninových střediscích. Ochlazení vodou z vodovodu může pomoci od bolesti a zmírnit poškození; dlouhodobé vystavení jejím účinkům však může mít za následek sníženou tělesnou teplotu. Popáleniny postihující část kožní vrstvy mohou vyžadovat vyčištění mýdlem a vodou a následné obvázání. Není zcela jasné, jak léčit puchýře, ale pravděpodobně nejrozumnější je ponechat je netknuté. Popáleniny postihující celou tloušťku kůže vyžadují chirurgické ošetření, například transplantaci kožního štěpu. Při rozsáhlých popáleninách je často nutné podávat velké množství nitrožilních tekutin, protože následná zánětlivá reakce způsobí významné ztráty kapilárních tekutin a edém. Nejběžnější komplikace při popálení souvisí s infekcí.
Ačkoli rozsáhlé popáleniny mohou být smrtelné, moderní způsoby ošetřování vyvinuté od roku 1960 výsledky léčby výrazným způsobem zlepšily, zvláště u dětí a mladých dospělých. V celosvětovém měřítku každoročně v důsledku popálenin vyhledá lékařskou péči přibližně 11 miliónů osob, přičemž na následky popálenin zemře 300 000 z nich. Ve Spojených státech na následky zranění způsobených popáleninami umírají přibližně 4 % osob hospitalizovaných v popáleninových střediscích. Dlouhodobé výsledky primárně souvisí s rozsahem popálenin a věkem postižené osoby.
Popáleniny jsou nejčastěji způsobeny ohněm (požáry, vypalování porostů, zábavní pyrotechnika), elektřinou (mládež, vznik elektrického oblouku při přelézání vagónů), kontaktem s horkým předmětem nebo vroucí tekutinou. Zvláště u dětí dochází často k opařením politím horkou polévkou či kávou při stržení ubrusu, stržením rychlovarné konvice a puštěním příliš horké vody z kohoutku.

## Příznaky a symptomy
Charakteristika popálenin souvisí s jejich hloubkou. Povrchové popáleniny způsobují bolest trvající dva či tři dny, následovanou v příštích dnech olupováním kůže. Osoby se závažnějšími formami popálenin mohou zakoušet nepříjemné pocity nebo si stěžovat na pocit tlaku spíše než na bolest. Popáleniny postihující celou tloušťku kůže mohou být zcela necitlivé na lehký dotek nebo píchnutí. Zatímco povrchové popáleniny jsou typicky červené barvy, těžké popáleniny mohou být růžové, bílé nebo černé. Popáleniny okolo úst nebo spálené chloupky v nose mohou být příznakem popálení dýchacích cest, tyto nálezy však neurčují diagnózu definitivně. Mezi závažnější příznaky patří dýchavičnost, chrapot a stridor nebo sípání. Svědění je běžné během procesu hojení, objevuje se až u 90 % dospělých a téměř u všech dětí. Po zranění elektrickým proudem mohou dlouhou dobu přetrvávat pocity necitlivosti či mravenčení. Popáleniny mohou rovněž způsobit emocionální a psychický stres.
| Typ                                                               | Postižené vrstvy                                                       | Vzhled                                                          | Struktura        | Vnímání bolesti          | Doba hojení                   | Prognóza                                                                      | Příklad                                                                     |
| ----------------------------------------------------------------- | ---------------------------------------------------------------------- | --------------------------------------------------------------- | ---------------- | ------------------------ | ----------------------------- | ----------------------------------------------------------------------------- | --------------------------------------------------------------------------- |
| Povrchové popáleniny (první stupeň)                               | Epidermis                                                              | Zčervenání bez puchýřů                                          | Suchá            | Bolestivé                | 5-10 dnů                      | Dobře se hojící; Opakovaný úžeh zvyšuje riziko rakoviny kůže později v životě | Úžeh je typickou popáleninou prvního stupně                                 |
| Povrchové popáleniny postihující část kožní vrstvy (druhý stupeň) | Šíří se do povrchové (papilární) kožní vrstvy                          | Zarudnutí se zřetelnými puchýři. Pod tlakem blednou.            | Vlhká            | Velmi bolestivé          | méně než 2–3 týdny            | Lokální infekce/zánět podkožních buněk, ale obvykle žádné zjizvení            | Popálenina palce druhého stupně                                             |
| Hluboké popáleniny postihující část kožní vrstvy (druhý stupeň)   | Šíří se do hluboké (retikulární) vrstvy kůže                           | Žlutá nebo bílá barva. Méně blednoucí. Mohou se tvořit puchýře. | Poměrně suchá    | Tlak a nepříjemné pocity | 3–8 týdnů                     | Zjizvení, stažení (mohou vyžadovat excizi a implantaci kožního štěpu)         | Popálenina druhého stupně způsobená kontaktem s vroucí vodou                |
| Popáleniny zasahující celou vrstvu kůže (třetí stupeň)            | Šíří se do celé kožní vrstvy                                           | Nepoddajné, bílá/hnědá barva Pod tlakem nebělají                | Ztuhlé, kožovité | Nebolestivé              | Dlouhodobá (měsíce) a neúplná | Zjizvení, stažení, amputace (doporučuje se včasná excize)                     | Osm dnů stará popálenina třetího stupně způsobená tlumičem výfuku motocyklu |
| Čtvrtý stupeň                                                     | Zasahuje celou vrstvu kůže až na spodní tukovou a svalovou tkáň a kost | Černá barva; zuhelnatění s příškvary                            | Suchá            | Nebolestivé              | Vyžadují excizi               | Amputace, výrazné funkční postižení a v některých případech smrt.             | Popálenina čtvrtého stupně                                                  |

## Příčiny
Popáleniny jsou způsobovány řadou externích zdrojů klasifikovaných jako tepelné, chemické, elektrické a radiační (záření). Ve Spojených státech jsou nejběžnějšími příčinami popálenin oheň nebo plamen (44 %), opaření (33 %), horké předměty (9 %), elektřina (4 %) a chemické látky (3 %). K převážnému počtu popálenin (69 %) dochází doma nebo v práci (9 %) a většinou v důsledku nehody, ve 2 % následkem útoku jiné osoby a v 1-2 % v důsledku pokusu o sebevraždu. Tyto zdroje mohou způsobit také inhalační poranění dýchacích cest a/nebo plic, k čemuž dochází v přibližně 6 % případů.
Popáleniny se běžněji vyskytují u chudších vrstev obyvatelstva. Kouření je rizikovým faktorem, konzumace alkoholu nikoliv. Popáleniny související s ohněm jsou obecně běžnější v zemích s chladnějším podnebím. Mezi specifické rizikové faktory v rozvojových zemích patří vaření na otevřeném ohni či na podlaze a vývojové poruchy u dětí a chronická onemocnění u dospělých.

### Tepelné popáleniny
Ve Spojených státech jsou oheň a horké tekutiny nejčastější příčinou popálenin. V případech domácích požárů s následkem smrti je v 25 % příčinou kouření a ve 22 % topná zařízení. K téměř polovině zranění dochází v důsledku snahy s požárem bojovat. Opaření je způsobováno horkými tekutinami či plyny a nejběžněji k němu dochází prostřednictvím kontaktu s horkými nápoji, vodou z vodovodu o vysoké teplotě při koupeli a sprchování, horkým olejem na vaření nebo párou. Opařeniny jsou nejběžnější u dětí mladších pěti let, přičemž ve Spojených státech a Austrálii tyto případy tvoří až dvě třetiny celkového počtu všech případů popálenin. Kontakt s horkými předměty je příčinou přibližně 20-30 % případů popálenin u dětí. Opařeniny jsou obecně popáleninami prvního či druhého stupně, mohou však dosáhnout i stupně třetího, zvláště v případech dlouhodobějšího kontaktu s horkou tekutinou. Pyrotechnika je běžnou příčinou popálenin během prázdnin v mnoha zemích. Zvláštnímu riziku jsou v tomto případě vystaveni dospívající muži.

Pozvolný rozvoj popáleniny II. stupně, způsobený přímým kontaktem s rozpálenou troubou. Do druhého dne se nedá odlišit od I. stupně
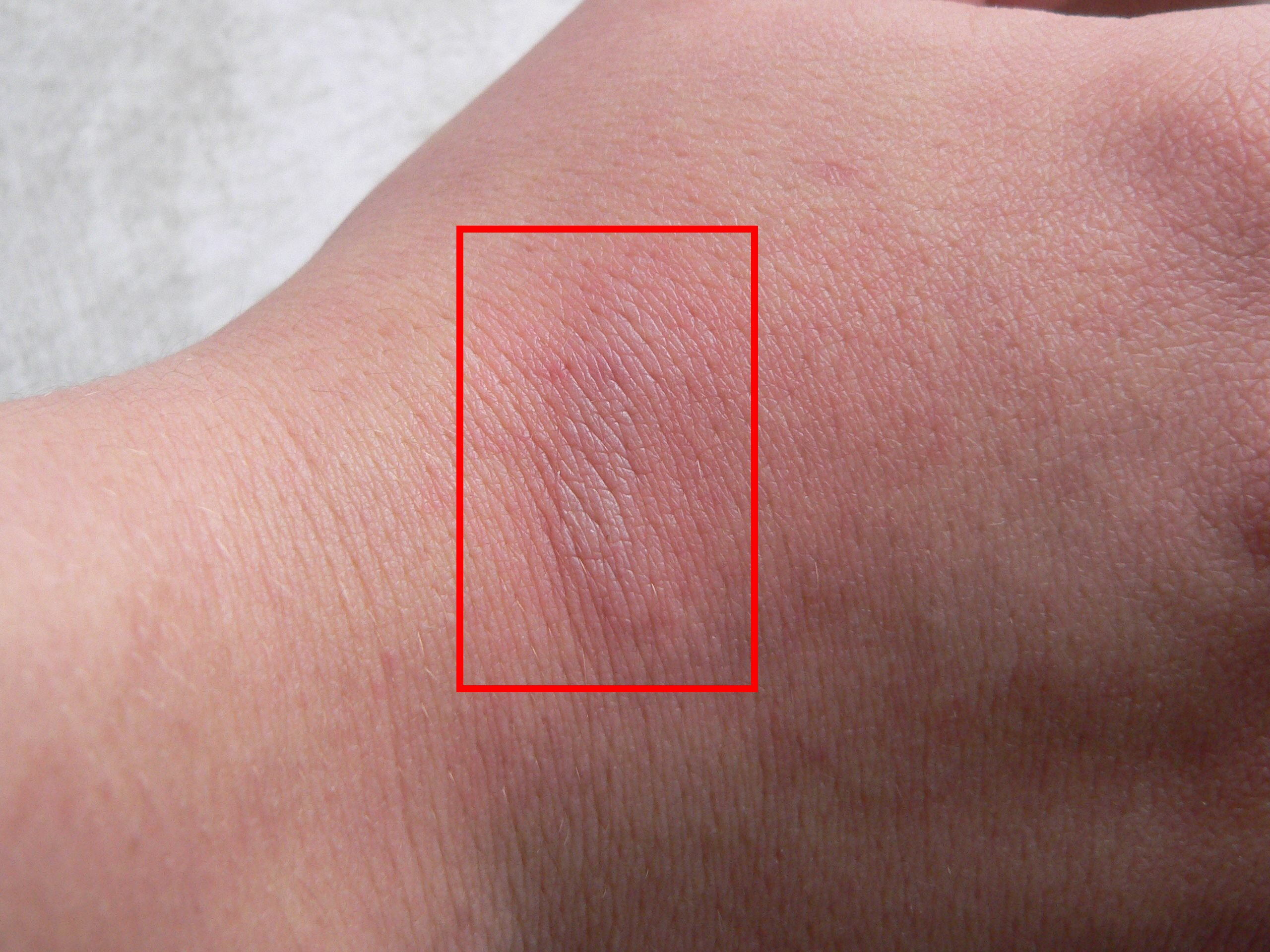
Stav po hodině
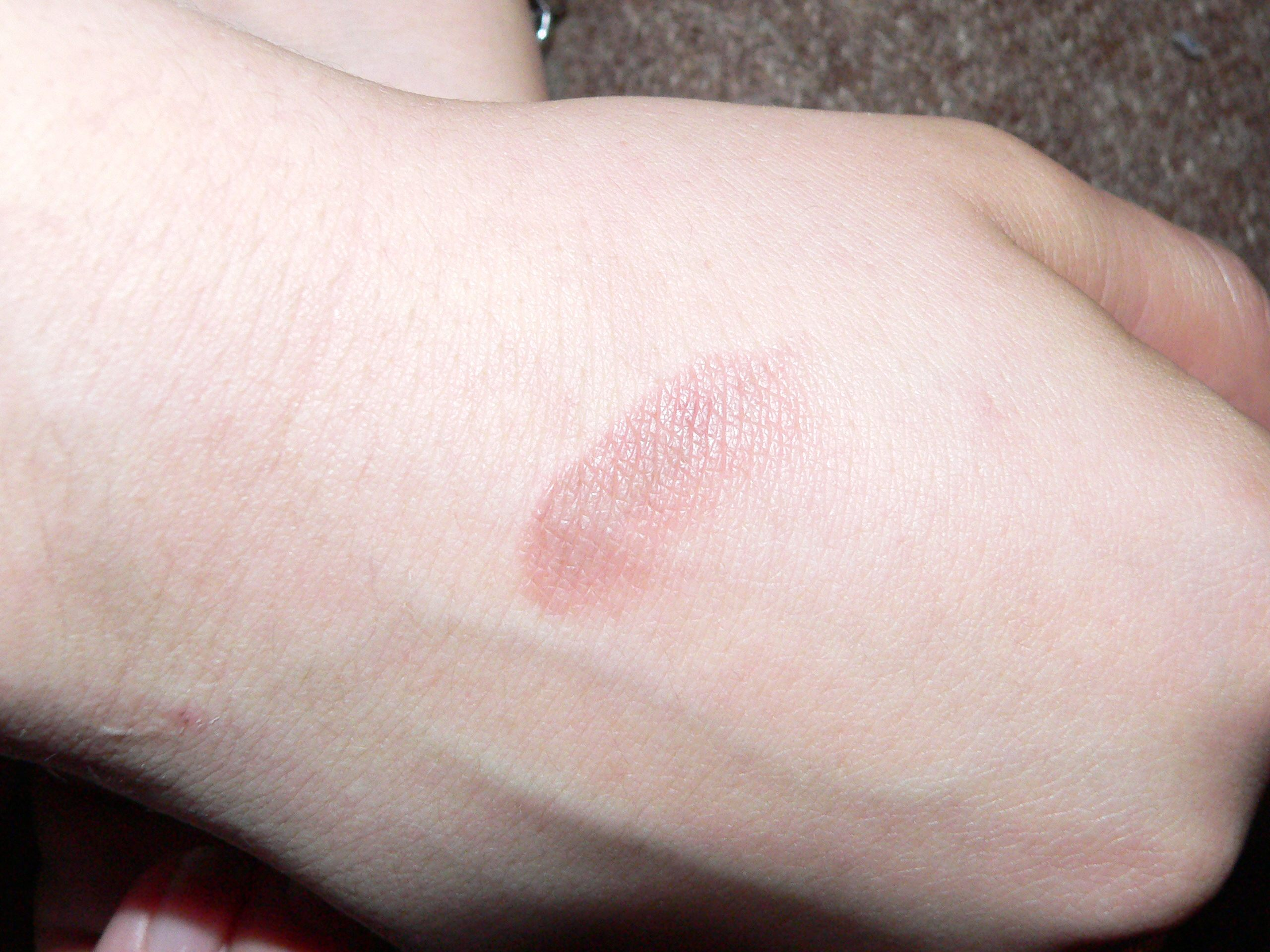
Stav po dni
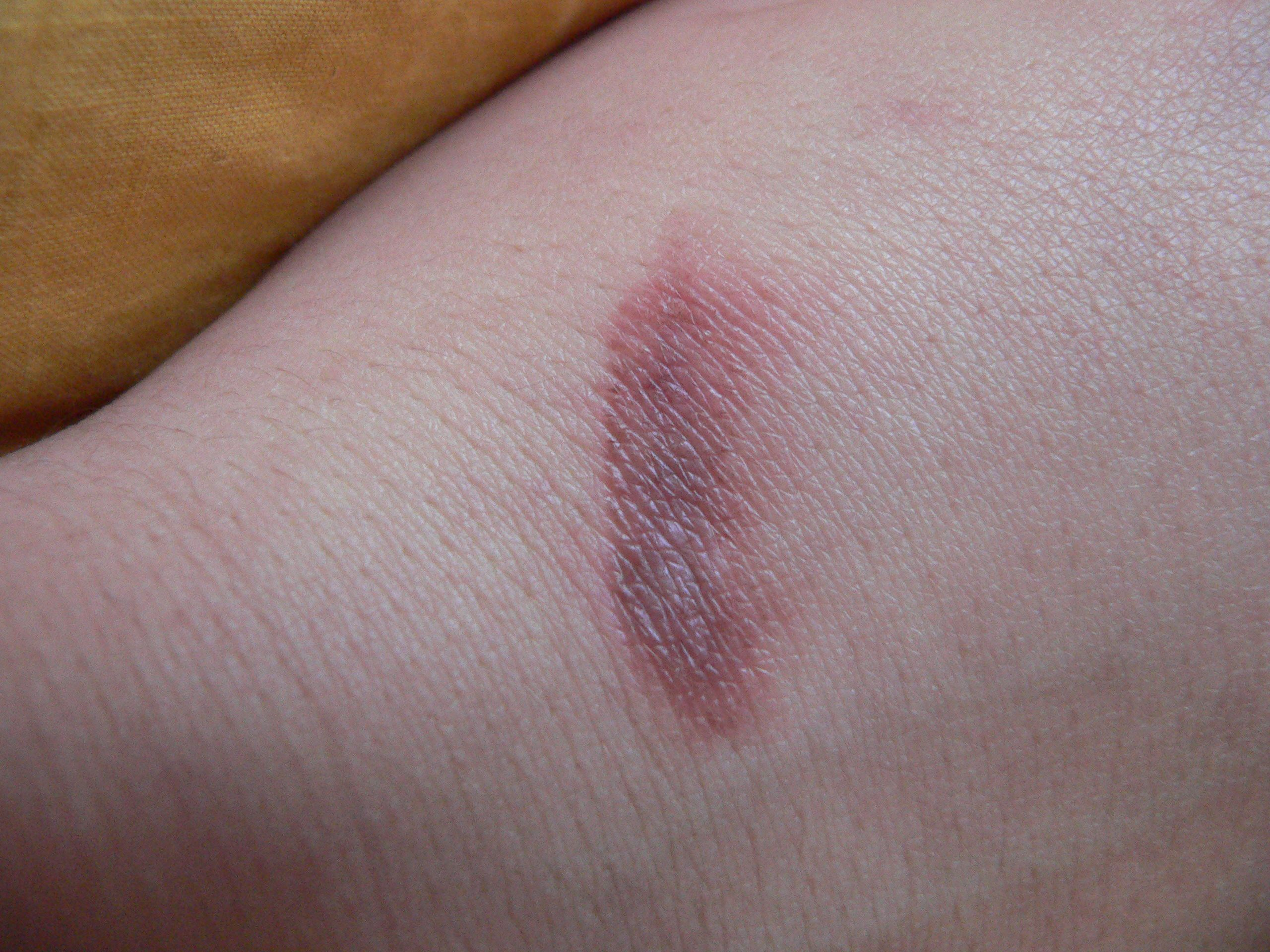
Po dvou dnech se objevuje puchýř

### Chemické popáleniny
Chemické látky stojí za 2 až 11 % všech popálenin a přispívají až ke 30 % úmrtí na následky popálenin. Může je způsobit až 25 000 chemických látek, z nichž většina je buď silnou zásadou (55 %) nebo silnou kyselinou (26 %). K většině popálenin s následkem smrti dochází v důsledku požití. Mezi běžné látky patří mimo jiné kyselina sírová obsažená v čisticích prostředcích na toalety, chlornan sodný obsažený v bělidlech a halogenované uhlovodíky obsažené v odlakovačích. Kyselina fluorovodíková může způsobit obzvlášť hluboké popáleniny, které se mohou projevit až po určitém čase po vystavení této látce. Kyselina mravenčí může vyvolat rozpad značného množství červených krvinek.

### Elektrické popáleniny
Elektrické popáleniny či zranění jsou klasifikovány jako popáleniny způsobené proudem vysokého napětí (1000 voltů či více), nízkého napětí (méně než 1000 voltů) nebo jako popáleniny způsobené vysokým žárem elektrického oblouku. Nejběžnějšími příčinami elektrických popálenin u dětí jsou elektrické šňůry (60 %) následované elektrickými zásuvkami (14 %). Elektrickou popáleninu může způsobit i blesk. Mezi rizikové faktory týkající se zasažení bleskem patří aktivity ve volné přírodě, například horolezectví, golf, lovecký sport a práce mimo budovy. Úmrtnost na zasažení bleskem je přibližně 10 %.
Ačkoli poranění elektřinou mají za následek primárně popáleniny, mohou způsobit také zlomeniny či dislokace , jež jsou důsledkem tupého traumatu nebo svalových kontrakcí. U zranění vysokým napětím může dojít zejména k vnitřním poraněním, jejichž rozsah tudíž nelze posoudit pouhým prohlédnutím kůže. Kontakt s proudem o nízkém i vysokém napětí může způsobit srdeční arytmii nebo zástavu srdce.

### Radiační popáleniny
Radiační popáleniny mohou být způsobeny dlouhodobým vystavením ultrafialovému záření (například ze slunce, v soláriích nebo při obloukovém svařování) či ionizujícím zářením (například ozařování, rentgen nebo radioaktivní spad). Vystavení slunečnímu záření je nejběžnější příčinou radiačních popálenin a nejběžnější příčinou povrchových popálenin celkově. Existují výrazné odchylky v tom, jak snadno se lidé spálí na slunci, a to na základě typu jejich kůže. Účinky ionizujícího záření na kůži závisí na množství záření, jemuž byla jistá oblast těla vystavena - k vypadávání vlasů dochází po 3 Gy, k zarudnutí po 10 Gy, k olupování vlhké kůže po 20 Gy a k nekróze po 30 Gy. K zarudnutí, pokud se objeví, může dojít až po určitém čase po vystavení záření. Radiační popáleniny se léčí stejně jako popáleniny ostatní. K popáleninám mikrovlnami dochází při tepelném ohřívání v mikrovlnných troubách. Ačkoli zranění může způsobit vystavení trvající i jen dvě vteřiny, obecně k těmto případům běžně nedochází.

### Neúrazové popáleniny
U osob hospitalizovaných s popáleninami v důsledku opaření či ohně jsou 3–10 % z nich oběťmi útoku. Mezi důvody patří týrání dětí, osobní spory, týrání druhého z manželů, týrání starších osob a obchodní spory. Poranění v důsledku ponoření či opaření může naznačovat týrání dětí. K takovému poranění dochází, když je končetina nebo dolní část těla (hýždě nebo hráz) držena pod povrchem horké vody. Poranění má obvykle ostrý horní okraj a často je symetrické. Mezi další vysoce rizikové příznaky potenciálního týrání patří obvodové popáleniny, absence stop po vystříknutí, popáleniny s plošně stejnou hloubkou a souvislost s jinými příznaky zanedbávání či týrání.
Upalování nevěst, určitá forma domácího násilí, se objevuje v některých kulturách (například v Indii) - žena je upálena manželem nebo jeho rodinou za to, že nepřinesla dostatečné věno. V Pákistánu představují popáleniny kyselinou 13 % úmyslně způsobených popálenin a často s domácím násilím také souvisí. Sebeupálení (zapálení sebe sama jako forma protestu) je rovněž relativně běžné mezi indickými ženami.

## Patofyziologie

Tři stupně popálenin

Při teplotách vyšších než 44 °C začínají bílkoviny ztrácet svůj trojrozměrný tvar a rozpadají se. To má za následek poškození buněk a tkání. Mnohé z přímých důsledků popálenin způsobují narušení normálních funkcí kůže. Patří mezi ně narušení citlivosti kůže, schopnost zabraňovat ztrátám vody odpařováním a schopnost regulace tělesné teploty. Narušení buněčných membrán způsobuje, že buňky do mezibuněčného prostoru uvolňují draslík a přijímají vodu a sodík.
U velkých popálenin (více než 30 % celkového povrchu těla) dochází k výrazné zánětlivé reakci. Ta má za následek uvolňování zvýšeného množství tekutin z kapilár a následný otok tkání. To způsobuje ztrátu celkového objemu krve a zbývající krev je poznamenána výraznou ztrátou plazmy, což vede k její koncentraci. Nefungující přísun krve do orgánů, jako jsou ledviny a gastrointestinální trakt, může mít za následek selhání ledvin a žaludeční vředy.
Zvýšená hladina katecholaminů a kortizolu může mít za následek hypermetabolický stav, který trvá někdy celé roky. To souvisí se zvýšeným minutovým srdečním objemem, zvýšeným metabolismem, zrychlenou srdeční frekvencí a sníženou imunitou.

## Diagnóza
Popáleniny lze klasifikovat podle hloubky, mechanismu poranění, rozsahu a souvisejících poranění. Nejběžněji používaná klasifikace je založena na hloubce poranění. Hloubka popáleniny se obvykle určuje prostřednictvím vyšetření, ačkoli lze využít i biopsii. Přesně určit hloubku popáleniny prostřednictvím jediného vyšetření může být složité, nezbytná mohou být opakovaná vyšetření v průběhu několika dnů. U osob s bolestmi hlavy nebo znaky závratě a popáleninami způsobenými ohněm by měla být uvážena otrava oxidem uhelnatým. V úvahu připadá i otrava kyanidem.

### Rozsah
Rozsah popáleniny se měří jako procento celkové plochy povrchu těla (angl. TBSA) postiženého popálením části či celé vrstvy kůže. Popáleniny prvního stupně, které jsou pouze červené barvy a netvoří puchýře, do tohoto odhadu zahrnovány nejsou. Většina popálenin (70 %) postihuje méně než 10 % celkového povrchu těla.
Existuje řada způsobů určení celkové plochy povrchu těla, včetně „pravidla devíti“, Lundovy a Browderovy mapy a odhadů vycházejících z velikosti dlaně postiženého. Pravidlo devíti je snadno zapamatovatelné, je však přesné pouze v případě osob starších 16 let věku. Přesnější odhady lze stanovit za použití Lundovy a Browderovy mapy, která bere v potaz odlišné proporce částí těla u dospělých a u dětí. Velikost otisku ruky dané osoby (včetně dlaně a prstů) je přibližně 1 % celkového povrchu jejího těla.
Pro ohodnocení rozsahu popálení se v lékařství používá pravidlo jedenácti devítek - povrch těla je orientačně rozdělen na oblasti o rozsahu 9 % povrchu kůže takto:[zdroj?]
- hlava
- horní část hrudníku (po bránici) a odpovídající horní část zad (zhruba po lopatky)
- horní končetina
- spodní část břicha a zad
- stehna
- bérce a chodidla
- zbývající 1 % tvoří genitál

### Závažnost
| Lehké                            | Středně těžké                     | Těžké                                             |
| -------------------------------- | --------------------------------- | ------------------------------------------------- |
| Dospělý <10 % TBSA               | Dospělý 10-20 % TBSA              | Dospělý >20 % TBSA                                |
| Mladý či starý < 5 % TBSA        | Mladý či starý 5-10 % TBSA        | Mladý či starý >10 % TBSA                         |
| popálenina <2 % celé vrstvy kůže | popálenina 2-5 % celé vrstvy kůže | popálenina >5 % celé vrstvy kůže                  |
|                                  | Poranění vysokým napětím          | Popálenina vysokým napětím                        |
|                                  | Možné inhalační poranění          | Prokázané inhalační poranění                      |
|                                  | Obvodová popálenina               | Výrazné popálení tváře, kloubů, rukou či chodidel |
|                                  | Jiné zdravotní problémy           | Související zranění                               |

Za účelem zjištění potřeby předání popáleného na specializovanou popáleninovou jednotku navrhla Americká asociace pro popáleniny uvedený klasifikační systém. V rámci tohoto systému lze popáleniny klasifikovat jako těžké, středně těžké a lehké. Toto hodnocení se opírá o řadu faktorů, včetně celkového rozsahu postiženého povrchu těla, postižení konkrétních anatomických oblastí, věku popálené osoby a souvisejících zranění. Lehké popáleniny lze typicky léčit doma, středně těžké popáleniny se často léčí v nemocnici a na těžké popáleniny se soustředí v popáleninových střediscích.

## Prevence
Historicky lze považovat polovinu případů popálenin za odvratitelnou. Programy na prevenci popálenin výrazně snížily počet případů vážných popálenin. Mezi preventivní opatření patří omezení teploty horké vody, detektory kouře, hasicí protipožární systémy, řádná konstrukce budov a žáruvzdorný oděv. Odborníci doporučují nastavit ohřívače vody na méně než 50 °C. K dalším opatřením k prevenci opařenin patří používání teploměrů ke změření teploty vody koupele a ochranných krytů proti rozstříknutí u sporáků. Ačkoli účinek regulace pyrotechniky je nejasný, existují předběžné důkazy o její prospěšnosti, zejména u doporučení omezení prodeje pyrotechniky dětem.

## Léčba
Resuscitace začíná posouzením stavu a stabilizací dýchacích cest, dýchání a oběhových funkcí dané osoby. Pokud je podezření na inhalační zranění, může být zapotřebí včasná intubace. Následuje ošetření samotné popáleniny. Lidé s rozsáhlými popáleninami mohou být do příjezdu do nemocnice zabaleni do čistých prostěradel. Jelikož jsou popáleniny náchylné k infekci, měla by být popálená osoba přeočkována proti tetanu, pokud v posledních pěti letech nebyla imunizována. Ve Spojených státech je 95 % osob s popáleninami přijatých na pohotovosti ošetřeno a propuštěno; zbylých 5 % případů vyžaduje hospitalizaci. U těžkých popálenin je důležitý včasný přísun potravy. Přetlaková kyslíková terapie může být užitečným doplňkem tradičních způsobů léčby.

### Nitrožilní tekutiny
U osob se špatným zásobováním tkání tekutinami by měly být podávány dávky isotonického krystaloidního roztoku. U dětí s popáleninami na více než 10-20 % povrchu těla a u dospělých s popáleninami na více než 15 % povrchu těla by měla následovat formální tekutinová resuscitace a monitorování stavu. U osob s popáleninami na více než 25 % povrchu těla by se s tímto postupem mělo začít ještě před hospitalizací v nemocnici. Parklandovo pravidlo může pomoci určit objem nitrožilních tekutin potřebných po dobu prvních 24 hodin. Pravidlo vychází z postižené části celkové plochy povrchu těla a hmotnosti daného jednotlivce. Polovina tekutin má být podána během prvních 8 hodin a zbytek během následujících 16 hodin. Časový rámec je vypočten od doby vzniku popáleniny, nikoli od doby zahájení tekutinové resuscitace.Děti potřebují doplňující podpůrnou tekutinu obsahující glukózu. Osoby s inhalačními zraněními rovněž vyžadují více tekutin. Ačkoli nedostatečná tekutinová resuscitace může způsobit problémy, přílišná resuscitace pomocí tekutin může být také škodlivá. Parklandovo pravidlo je pouze vodítkem - infuze by měly být ideálně upraveny podle objemu vyloučené moči na >30 ml/h u dospělých nebo >1ml/kg u dětí a středního arteriálního tlaku vyššího než 60 mmHg.
Ačkoli je často používán laktátový Ringerův roztok, neexistují důkazy pro to, že by byl vhodnější než běžný fyziologický roztok. Krystaloidní roztoky se zdají být stejně vhodné jako koloidní tekutiny, jelikož jsou ale koloidy dražší, nedoporučují se. Krevní transfúze jsou nutné jen vzácně. Typicky se doporučují pouze tehdy, pokud hladina hemoglobinu klesne pod 60-80 g/l (6-8 g/dl) v důsledku rizika souvisejících komplikací. Popálenou kůží mohou být v případě potřeby vedeny nitrožilní katétry nebo lze použít nitrokostní infuze.

### Péče o ránu
Včasné ochlazení (do 30 minut od popálení) zmírňuje bolest a hloubku popáleniny, je ale třeba dát pozor na to, aby přílišné chlazení nezapříčinilo podchlazení pacienta. K ochlazení by měla být použita voda chladná 10–25 °C, nikoli ledová, neboť ta by mohla přispět ke zhoršení poranění. Chemické popáleniny mohou vyžadovat rozsáhlé výplachy. Očištění mýdlem a vodou, odstranění mrtvé tkáně a použití obvazů jsou důležitými aspekty péče o ránu. Pokud dojde ke vzniku intaktních puchýřů, není jasné, jak by se v takovém případě mělo postupovat. Některé předběžné důkazy podporují jejich ponechání v intaktním stavu. Popáleniny druhého stupně by měly být po dvou dnech znovu zkontrolovány.
U léčby popálenin prvního a druhého stupně existuje málo kvalitních důkazů pro to, jaký typ obvazu by měl být použit. Popáleniny prvního stupně je vhodné a rozumné léčit bez obvazů. Ačkoli jsou často doporučována místně působící antibiotika, existuje jen málo důkazů na podporu jejich používání. Ani sulfadiazin stříbrný (typ antibiotika) není doporučován, neboť potenciálně prodlužuje dobu hojení. Ve prospěch používání obvazů obsahujících stříbro nebo používání léčby pomocí řízeného podtlaku neexistuje dostatek důkazů.

### Léky
Popáleniny mohou být velice bolestivé a ke zvládání bolesti pak lze využít řadu různých prostředků. K těm patří jednoduchá analgetika (jako například ibuprofen a acetaminofen) a opiáty, jako kupříkladu morfium. Benzodiazepiny lze použít jako doplňkovou léčbu k analgetikům pro úlevu od úzkosti. Během procesu hojení se mohou pro dosažení úlevy od svědění uplatnit i antihistaminika, masáže nebo transkutánní nervová stimulace. Antihistaminika jsou však v těchto případech účinná pouze u 20 % osob. Předběžné důkazy podporují využití gabapentinu; jeho podání by mohlo být vhodné u pacientů, jejichž stav se po užívání antihistaminik nezlepšil.
Nitrožilní podávání antibiotik se doporučuje před operačním zákrokem u pacientů s rozsáhlými popáleninami (>60 % TBSA). Směrnice platné k roku 2008 nedoporučují obecné využití antibiotik kvůli obavám ze vzniku rezistence na antibiotika a zvýšeného rizika fungálních infekcí. Předběžné důkazy ale naznačují, že antibiotika mohou zvýšit pravděpodobnost přežití u osob s rozsáhlými a hlubokými popáleninami. Při prevenci nebo léčbě anémie u pacientů s popáleninami nebyla prokázána účinnost erytropoetinu. Glukonát vápenatý působí jako specifický protilék u popálenin způsobených kyselinou fluorovodíkovou a lze jej použít nitrožilně a/nebo aplikovat místně.

### Chirurgický zákrok
Zranění vyžadující chirurgické uzavření rány kožním štěpem nebo lalokovou plastikou (obvykle jde o veškerá poranění s rozsahem větším než malá hluboce popálená plocha) by měla být ošetřena co nejrychleji. Obvodové popáleniny končetin nebo hrudníku mohou vyžadovat neodkladné provedení uvolňujících nářezů zvaných escharotomie. K té se přikračuje s cílem zabránit problémům krevního oběhu v dolní části končetin a dýchacím obtížím. Není jisté, zda ji lze využít i při popálení krku nebo prstů. Při popálení elektrickým proudem může být nezbytné provedení fasciotomie.

### Alternativní způsoby léčby
Už od dob starověku se při hojení ran používal med; ten může pomáhat i při léčbě popálenin prvního a druhého stupně. Důkazy o účinnosti aloe vera nejsou přesvědčivé. I když může pomáhat k úlevě od bolesti a zpráva z roku 2007 dokonce přinesla předběžné důkazy o zkrácení doby hojení po jejím použití, další hodnocení z roku 2012 nepotvrdilo, že by účinky aloe vera přinášely lepší výsledky než sulfadiazin stříbrný.
Mnoho důkazů nesvědčí ani ve prospěch vitaminu E, který údajně pomáhá při léčbě keloidů a zjizvení. Nedoporučuje se rovněž použití másla. V nízkopříjmových zemích jsou popáleniny až ve třetině případů ošetřovány prostředky tradiční medicíny, k nimž patří využití vajec, bahna, listů nebo kravského trusu. Chirurgické ošetření je v některých případech limitované s ohledem na nedostatečné finanční zdroje a nedostupnost léčby. Existuje i celá řada dalších metod, kterých lze využít jako doplňkovou léčbu k lékům podávaným ke snížení procedurální bolesti a úzkostných stavů; patří k nim například terapie s využitím virtuální reality, hypnóza a behaviorální postupy jako jsou distrakční techniky.

## Prognóza
| TBSA     | Úmrtnost |
| -------- | -------- |
| <10 %    | 0,6 %    |
| <10-20 % | 2,9 %    |
| <20-30 % | 8,6 %    |
| 30-40 %  | 16 %     |
| 40-50 %  | 25 %     |
| 50-60 %  | 37 %     |
| 60-70 %  | 43 %     |
| 70-80 %  | 57 %     |
| 80-90 %  | 73 %     |
| >90 %    | 85 %     |
| Inhalace | 23%      |

Prognóza je horší u osob s rozsáhlými popáleninami, u starších osob a u žen. Na prognózu mají vliv i případná poranění způsobená vdechnutím kouře, jiná závažná poranění (například zlomeniny dlouhých kostí) a závažná přidružená onemocnění (jako jsou choroby srdce, cukrovka, psychiatrická onemocnění nebo sebevražedné úmysly). Z osob přijatých v popáleninových centrech ve Spojených státech umírají v průměru 4 %, přičemž výsledek je vždy závislý na rozsahu popálení jedince. Například u pacientů s plochou popálení nižší než 10 % celkové plochy povrchu těla byla zaznamenána mortalita nižší než 1 %, zatímco u osob s popálením více než 90 % celkové plochy povrchu těla byla úmrtnost 85%. V Afghánistánu osoby, které utrpěly popáleniny na více než 60 % těla, přežívají jen výjimečně. K prognóze vývoje rozsáhlých popálenin bylo v minulosti používáno Bauxovo skóre; není ale příliš přesné a dnes se už v důsledku lepší péče téměř nepoužívá. Skóre se určuje přidáním rozsahu popálení (% celkové plochy povrchu těla) k věku pacienta, což se víceméně rovná vyjádření rizika úmrtí.

### Komplikace
Vyskytnout se může celá řada komplikací, z nichž nejběžnější jsou infekce. K těm dalším - seřazeným podle četnosti výskytu - patří pneumonie, zánět podkožních buněk, infekce močových cest a zástava dechu. Rizikovými faktory infekce jsou popálení na více než 30 % povrchu těla, popáleniny v celé hloubce kůže, extrémní věk (přílišné mládí nebo stáří) a popáleniny zasahující dolní končetiny a hráz. K pneumonii dochází nejčastěji zejména u osob, které utrpěly i inhalační poranění.
Běžná je také anémie vzniklá v důsledku hlubokých popálenin na ploše těla přesahující 10 % povrchu těla. Popáleniny elektrickým proudem mohou vést k takzvanému kompartmentovému syndromu či rabdomyolýze v důsledku rozpadu svalových vláken. Vznik krevních sraženin v cévách dolních končetin byl zaznamenán u 6 až 25 % pacientů. Hypermetabolický stav, který může přetrvávat až několik let po rozsáhlém popálení, může způsobit snížení hustoty kostí a úbytek svalové hmoty. V důsledku popálení mohou vzniknout tzv. keloidy, a to zejména u osob nižšího věku s tmavou barvou pleti. Děti mohou v důsledku popálení utrpět silné psychické trauma a dostavit se může i posttraumatická stresová porucha. Zjizvení často působí výrazné změny vzhledu. V zemích rozvojového světa mohou rozsáhlé popáleniny přivodit sociální izolaci, extrémní chudobu a také opuštění dětí jejich rodiči.

## Epidemiologie

Rok života ovlivněný nezpůsobilostí u požárů na 100 000 obyvatel v roce 2004.
údaje nejsou k dispozici
< 50
50-100
100-150
150-200
200-250
250-300
300-350
350-400
400-450
450-500
500-600
> 600

V roce 2004 si celosvětově vyžádalo lékařské ošetření 11 miliónů případů popálení, jejichž následkem pak došlo ke 300 000 úmrtí. To činí z popálenin čtvrtou nejčastější příčinu poranění, jíž předchází pouze srážka motorových vozidel, pády a násilí. K přibližně 90 % popálení dochází v rozvojovém světě. To se přičítá zčásti přeplněným obydlím a nepříliš bezpečným postupům při vaření a přípravě jídel. Celkově dochází k téměř 60 % smrtících popálení v jihovýchodní Asii, a to při četnosti 11,6 případů na 100 000 obyvatel.
V rozvinutém světě dosahuje úmrtnost dospělých mužů v důsledku popálení dvojnásobku téže hodnoty u žen. To je pravděpodobně způsobeno tím, že muži pracují v rizikovějších povoláních a věnují se mnohem rizikovějším aktivitám. V mnoha zemích rozvojového světa však ženy podléhají riziku dvojnásobně vyššímu než muži. Příčinou jsou nehody související s prostředím kuchyně a domácí násilí. U dětí dochází k úmrtí na následky popálení více než desetkrát častěji v rozvojových zemích než v zemích rozvinutých. Celkově řadíme popálení u dětí mezi jednu z patnácti hlavních příčin úmrtí. Od 80. let 20. století do roku 2004 došlo v řadě zemí k poklesu počtu fatálních popálení i počtu popálení celkově.

### Rozvinuté země
Každoročně je ve Spojených státech ošetřeno kolem 500 000 popálení. Tyto případy vedly v roce 2008 k přibližně 3300 úmrtí. Většina případů popálení (70 %) a úmrtí na jeho následky byla zaznamenána u mužů. Nejvyšší výskyt popálenin způsobených požárem byl zaznamenán u osob ve věku 18–35 let, zatímco nejvyšší výskyt opaření byl doložen u dětí mladších pěti let a dospělých starších 65 let. Popálení elektrickým proudem mají za následek přibližně 1000 úmrtí ročně. V důsledku zasažení bleskem umírá každý rok kolem 60 lidí. V Evropě se záměrně způsobené popáleniny vyskytují převážně u mužů středního věku.

### Rozvojové země
V Indii utrpí každoročně rozsáhlé popáleniny kolem 700 000 až 800 000 osob, jen mizivé procento se však léčí ve specializovaných popáleninových střediscích. Nejvyšší počet popálených je mezi ženami ve věku 16–35 let. Příčinou jsou zčásti ne zcela bezpečné prostředí kuchyní a volný oděv, typický pro tuto zemi. Odhaduje se, že třetina všech popálení v Indii je způsobena vzplanutím oděvu při kontaktu s otevřeným ohněm. Záměrně způsobené popáleniny jsou rovněž časté a dochází k nim ve velké míře u mladých žen v důsledku domácího násilí a sebepoškozování.

## Historie

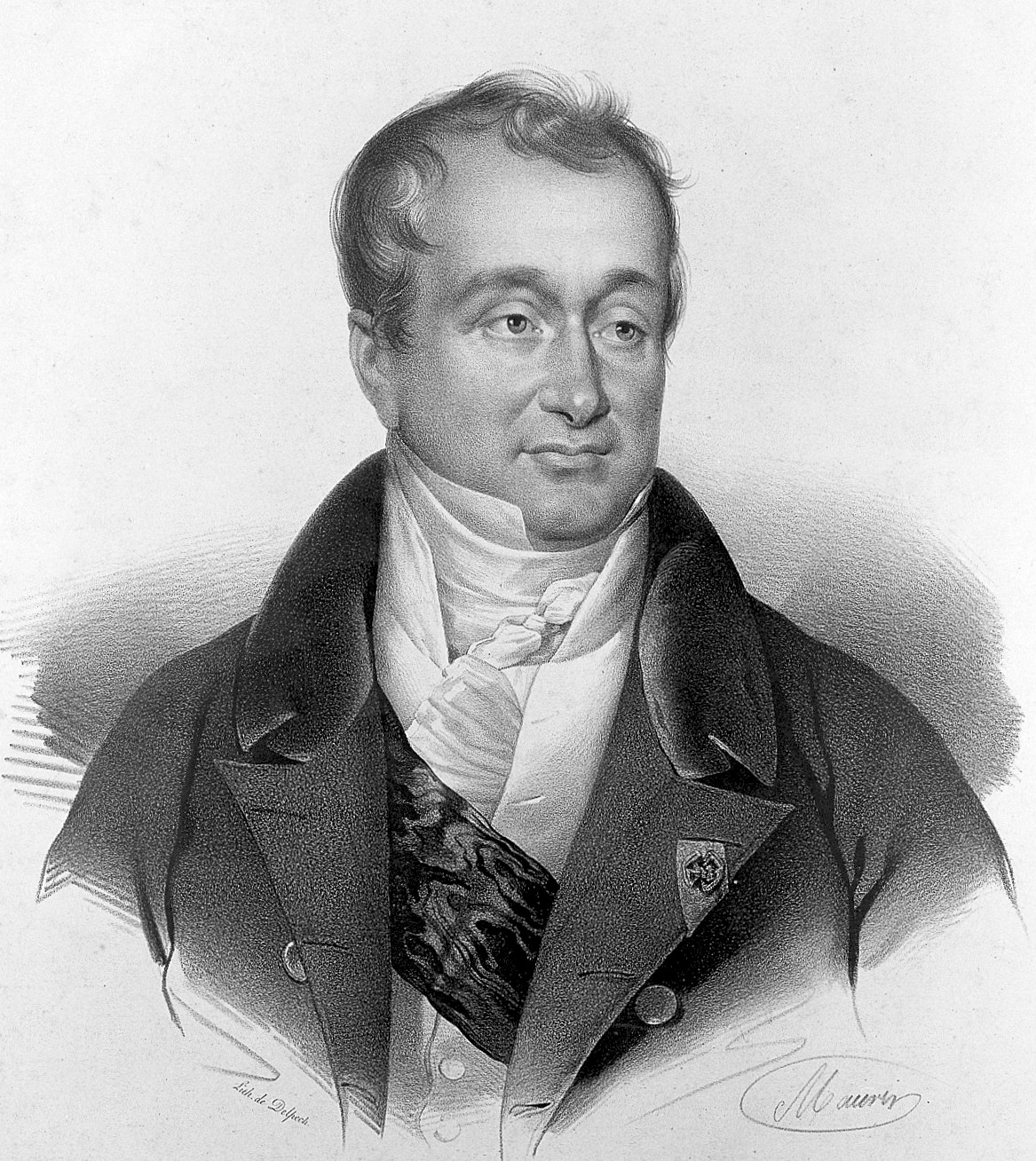
Guillaume Dupuytren (1777–1835), který sestavil klasifikační stupnici popálenin

Již jeskynní malby z doby před více než 3500 lety dokládají existenci popálenin a jejich léčbu. Egyptský Smithův papyrus z roku 1500 př. n. l. popisuje léčbu popálenin za použití medu a masti z pryskyřice. V průběhu staletí byly využívány i mnohé další způsoby léčby - Číňané podle zpráv z roku 600 př. n. l. používali čajové lístky, Hippokratés roku 400 př. n. l. popsal využití prasečího sádla a octa a Celsus v 1. stol. n. l. účinky vína a myrhy. Francouz Ambroise Paré, původně holič, později ranhojič a chirurg, byl prvním, kdo na počátku 16. století popsal různé stupně popálení. Guillaume Dupuytren rozšířil v roce 1832 tuto klasifikaci na šest stupňů závažnosti.
První nemocnice zaměřující se na ošetření popálenin byla otevřena roku 1843 v anglickém Londýně; další rozvoj popáleninové péče nastal na konci 19. a počátku 20. století. Během první světové války vypracovali Henry D. Dakin a Alexis Carrel pravidla pro čištění a dezinfekci popálenin a otevřených poranění za použití roztoku chlornanu sodného, což výrazně přispělo ke snížení mortality. Ve 40. letech 20. století byla obecně uznána důležitost provedení včasných excizí a kožních štěpů a přibližně ve stejné době byla vyvinuta tekutinová resuscitace a předpisy k jejímu provedení. V 70. letech 20. století pak vědci prokázali význam hypermetabolického stavu obvykle následujícího po utrpění rozsáhlých popálenin.